# Culex ocellatus
Culex ocellatus är en tvåvingeart som beskrevs av Theobald 1903. Culex ocellatus ingår i släktet Culex och familjen stickmyggor. Inga underarter finns listade i Catalogue of Life.